# مترو باريس

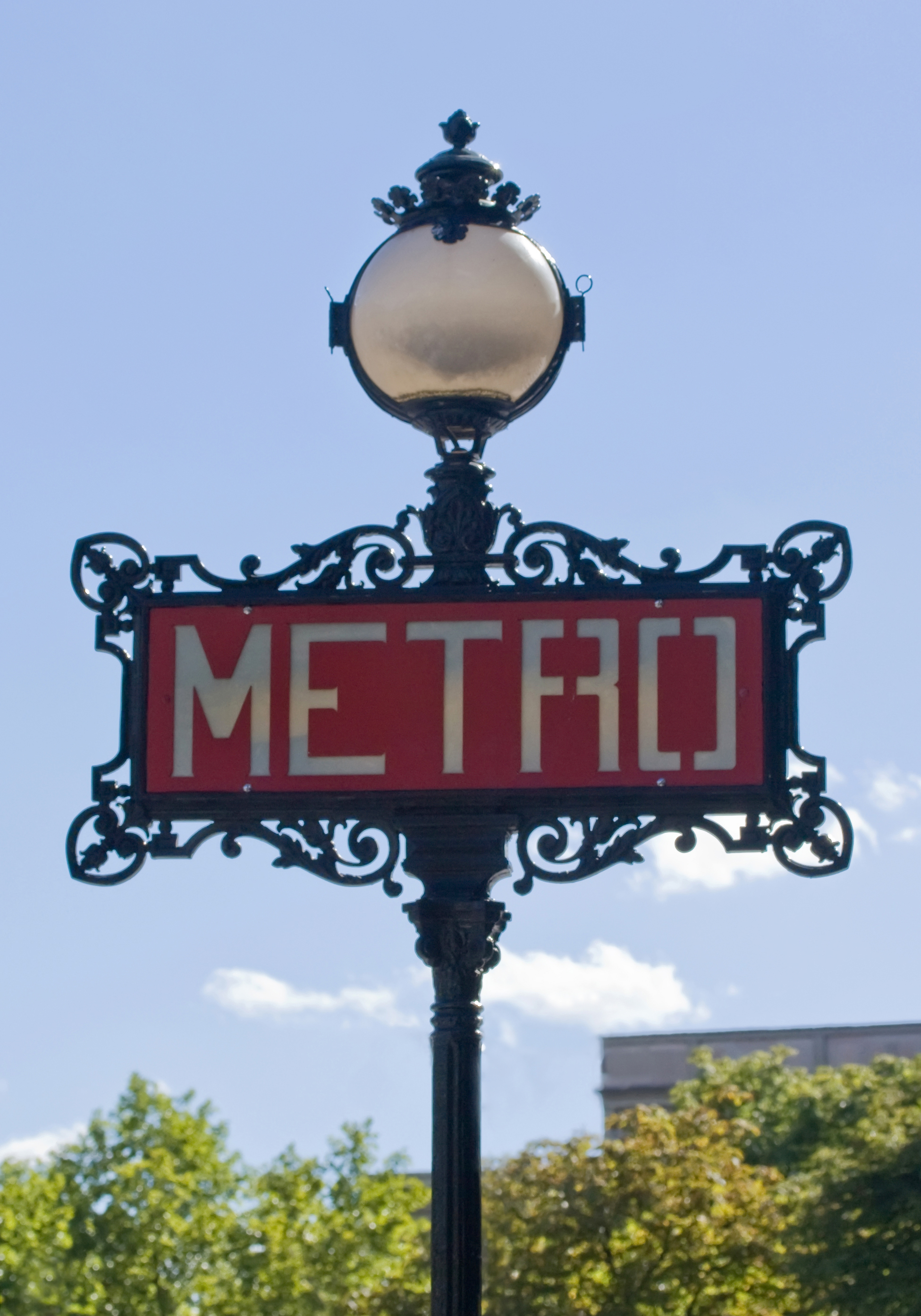
إحدى لافتات مترو باريس ذات نمط الفن الجديد للمهندس إكتور غيمار.

مترو باريس (بالفرنسية: Métro de Paris) هو أحد وسائل النقل الأكثر استعمالا الذي يخدم العاصمة الفرنسية باريس وضواحيها. تستخدمه الهيئة الذاتية للنقل في باريس (RATP)، يتكون مترو باريس من 16 خطا أغلبهم تحت الأرض، يبلغ طولهم الإجمالي 219.9 كم، ويخدمون 302 محطة. بعد أن أصبح من أهم معالم باريس، يتميز مترو باريس بكثافته في قلب العاصمة، ولنمطه المعماري المتجانس المتأثر بالفن الجديد. في 2011، ينقل مترو باريس يوميا حوالي 4.13 مليون مسافر (1.506 مليار في السنة).

أول خط لمترو باريس تم إنشاؤه قبيل إكسبو 1900 إستعدادا له، وتم فتحه بعد بداية المعرض بأشهر. سرعان ما كثفت الخطوط في المحيط الداخلي الصغير للعاصمة حتى الحرب العالمية الثانية. بعد توقف عن الأشغال بين 1950 و1970، تم توسيع الخطوط لتصل إلى الضواحي القريبة أو الملاصقة لمركز باريس. الخيارات المتخذة لتصميمه (المحطات القريبة من بعضها، تحديد عدد القاطرات) تحد اليوم من عمليات توسيع الخطوط.
في أواخر القرن العشرين، تم افتتاح الخط 14 وهو أوتوماتيكي بالكامل، ويعتبر الثاني بعد أن أصبح الخط 1 أوتوماتيكي هو الأخر.

التنقل في باريس وضواحيها يأمنه أيضا الشبكة الجهوية السريعة في إيل دو فرانس (RER) الذي لديه اليوم خمسة خطوط تشق كامل إقليم إيل دو فرانس (بما في ذلك العاصمة)، ونقل سنة 2006 حوالي 451 مليون مسافر، إلى جانب ترانسيليان المسؤولة أيضا عن التنقل في إقليم إيل دو فرانس ونقلت سنة 2006 حوالي 655 مليون مسافر، إضافة إلى سبعة خطوط ترامواي نقلت في سنة 2006 حوالي 85 مليون مسافر، ثم شبكة الحافلات التي نقلت سنة 2006 حوالي 997 مليون شخص، وأخيرا ثلاثة خطوط حديدية خفيفة تؤمن الوصول إلى مطارات باريس.

## التاريخ

### البدايات

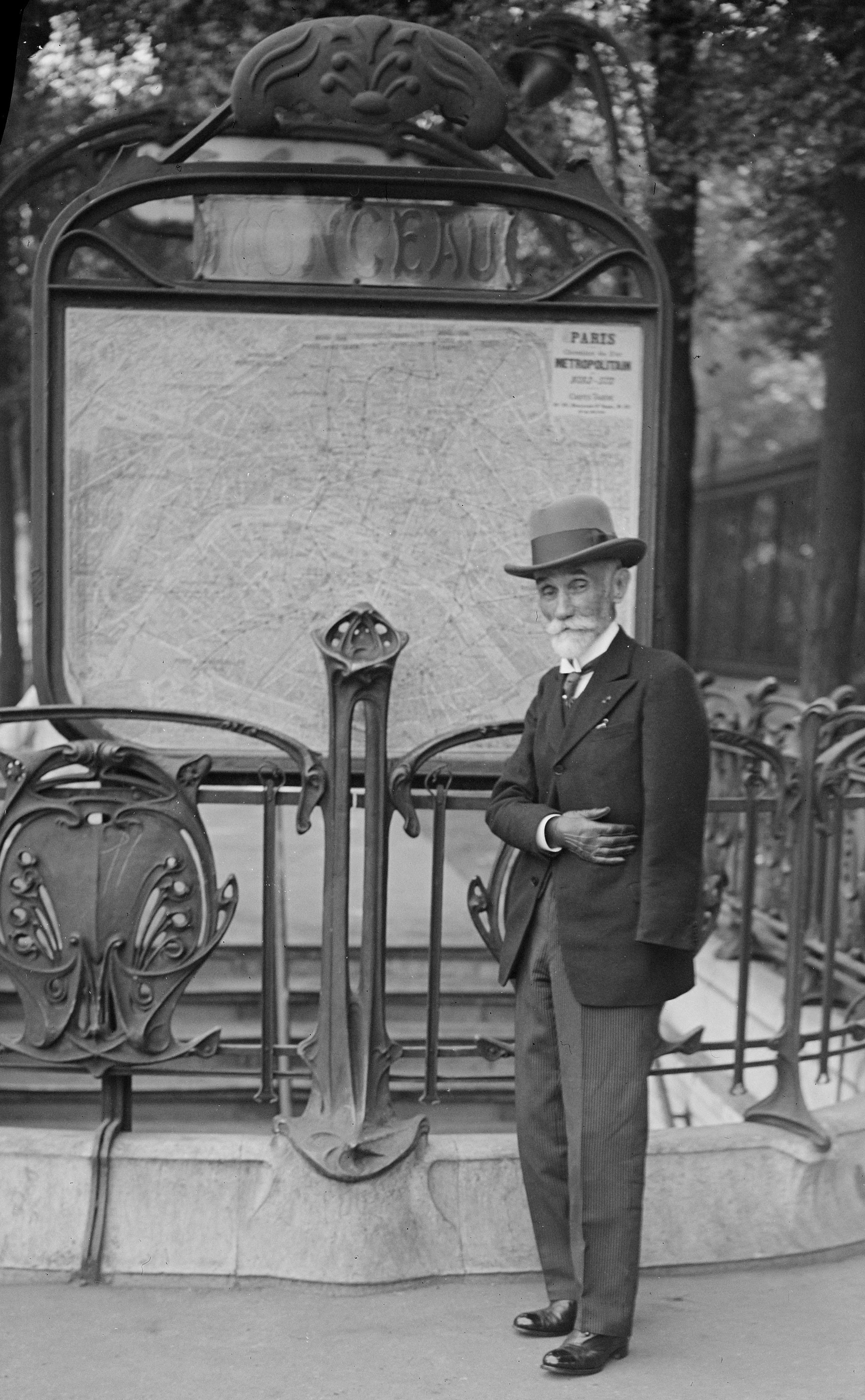
فولغونس بيانفونو، أب مترو باريس.

في حوالي 1945، مدينة باريس وشركات السكك الحديدية أرادوا إنشاء شبكة سكك حديدية في باريس. كان المبتغى من ذلك في الماضي هو نقل البضائع. في رواية بطن باريس (1873)، أين تدور أحداثها في سنوات 1860، ذكر إميل زولا في الباب الرابع «مسار سكك حديدية تحت الأرض، أنشأ في باطنها، وخطوط من المقرر إنشاؤها للربط بين مختلف المحطات». في 1871، وبعد أول انتخابات بلدية في باريس، تم وضع المشروع في برنامج العمل اليومي أمام مجلس السين العام: المشروع المذكور يتعلق بإنشاء سكة حديد محلية يجب أن تخدم كل إقليم السين،يعني وسيلة نقل واسطة بين الأومنيبوس (الحافلة التي تجر بالخيل) وبين الترامواي الذي تجره الخيول، ليربط بذلك بين مخلتف أرجاء باريس والشبكة الحديدية الموجودة في النطاق الجهوي والوطني. في الماضي، المسارات الحديدية في باريس تقتصر على تسعة محطات نهائية مسدودة وستة محطات مترابطة مع خط الحزام الصغير، هذا الأخير، هو خط دائري للمسافرين يتكون من 21 محطة.

في وقت لاحق، تعارض تصميمان على الطاولة: البلدية الباريسية تريد إنشاء شبكة تحت إشراف محلي، وتضمن خدمة للمدينة لتلبية الاحتياجات ذات الأولوية لسكانها، بينما شركات السكك الحديدية ومؤسسات الدولة (المحافظة، وكالة الطرق والجسور، مجلس الدولة) ركزت في الشبكة المستقبلية على تمديدات للخطوط الموجودة التي تنتهي في المحطات الباريسية (محطات سان لازار، الشمال، الشرق، الباستيل، ليون، أوستارليتز، دونفار روشرو، ليزانفاليد، مونبارناس) والتي تربط بينها جميعا خط الحزام الصغير. هذا النزاع ازداد شدة بسبب الاختلافات السياسية العميقة (بلدية باريس في اليسار بينما الحكومة هي منذ مدة طويلة بين أيدي المحافظين) وازداد كذلك تعقيدا بسبب غياب استقلالية وذاتية الحكم للبلدية الباريسية التي تشرف عليها المحافظة.

بين 1856 و1890، تم تصميم العديد من المشاريع، التي لم يقبل أي منها. من الناحية الفنية بجانب المشاريع الغريبة يوجد مشاريع الشبكة الجوية، على شاكلة المترو الأمريكي والشبكة التحت أرضية. المشاريع الجوية يعارضها أساسا هؤلاء الذين يخشون من تدهور الأوضاع الجوية والمناظر السمائية للمدينة، بينما معارضي الشبكة التحت أرضية يخافون من التأثيرات الجانبية على صحة المسافرين ومخاطر سقوط الأرض في الأنفاق.

مارتان نادو المعارض للإمبراطور نابليون الثالث والمنفي في إنجلترا، كان قد أقام مدة طويلة في لندن. أصبح مستشار باريسي في 1871، حيث يمثل حي بير لاشيز، كان قد قدم مشروع إنشاء مترو باريس. قال في مذكراته: نحن نتبع أكبر خط مترو، كل عضو في اللجنة كانت لديه جريدة بين يديه وكان يمكنه قرائتها، الهواء كان كافي والدخان لا يزعج أحدا. إذا قال لي السيد ألفون: «لقد كنت محقا بحديثك لنا عن فائدة المترو، هذا معلم مدروس جيدا وسيكون من السهل أن ننشأ منه ما نريد في باريس» [...] أعتقد أنه لا يوجد شيء يمكن أن يعيق إنشاء المترو خاصتنا، كنت قد عددته في الروتين الباريسي. 

في نفس هذا الوقت، مدينتي لندن ونيويوك، كانتا تعترضان نفس الاقتراحات، إنشاء في البداية شبكة ترتكز على تمديد الخطوط الموجودة، ثم إنشاء خطوط جديدة مستقلة عن سابقاتها. في 1863، قامت لندن بإنشاء خط دائري يعمل بقطار بخاري ويؤمن الترابط بين المحطات اللندنية. في 1867، نيويورك وضعت من جهتها شبكة سكك حديدية بخارية في المدينة تمر كذلك على جسور حديدية (أول مترو حقيقي على سكة مستقلة قصيرة هو IRT وافتتح في 1904). في 1890، أول خط حقيقي لمترو لندن، تحت الأرض وكهربائي، هو الأنبوب (ذو تيوب)، تم افتتاحه. ثم في 1896، بودابست افتتحت خط ترامواي موجود تحت الأرض كليا، وهو فولدالاتي.

مزيج العديد من العوامل أطلق العنان في نهاية المطاف للمشروع الباريسي: يمكن أن نذكر الضغط الشعبي الذي حشد ضد فشل المبادرات السابقة، النمو الديمغرافي الباريسي، مثال العواصم الأجنبية (حوالي عشرة عواصم أصبحت تملك مترو)، وصول رجال جدد لمناصب حساسة في بلدية باريس، أساسا أندريه بارتيلو، وفي الحكومة والمؤسسات الفنية للدولة أيضا، تغير القوى السياسية، ظهور لوبيات صناعية (الشركات الكهربائية) موافقة للمترو، وأخيرا قرب تنظيم إكسبو 1900 (معرض عالمي) والألعاب الأولمبية الصيفية 1900. كل هذه العوامل تفرض على السلطات بإطلاق إنشاء وتصميم المترو في الأخير. حل مدينة باريس تم التحفظ عليه. الدولة تنازلت لمدينة باريس تصميم وتنفيذ هذا المعلم والمشروع.

بعد إقرار المشروع في 20 أبريل 1896 للمهندسين فولغونس بيانفوني وإدمون هوييه، سكة حديد المترو أعلنت كفائدة عامة بقانون في 30 مارس 1898. القانون توقع إنشاء جزء أولي ب6 خطوط مع إمكانية إضافة 3 خطوط أخرى. بدأت الأشغال في 4 أكتوبر 1898 في إطار معاهدة بين مدينة باريس وشركة سكك حديد مترو باريس، التي يملكها البلجيكي البارون إمبان، الذي قدم رأس مال 000 100 سهم 250 فرنك اكتتبت في بلجيكا. هذا التنازل وضع تحت المراقبة القضائية في 1 يناير 1945، وتم تأميمه عبر قانون 21 مارس 1948، مما أدى إلى التعويض عن الاخلال بالامتياز والتنازل في 1 يناير 1945، وتدمير الأرشيف، الذي أخفى ومحى بذلك كل أثر عن إنشاء واستغلال المترو من قبل القطاع الخاص. 

منذ البداية، كراس شروط مترو باريس حدد أن يكون المترو تحت الأرض، بجر كهربائي، مع مسار بمقياس معياري، وسكة حديد ب2.4 متر والتي تمنع أي سير لقطار عادي. الهدف من هذا هو ألا يسمح لمترو باريس بأن يجتاز أبواب باريس، وبألا يستطيع أي شيء قادم من خارج العاصمة أن يدخل المدينة عبر المسارات الباطنية. هذه الالتزامات، كانت للعسكريين إستراتيجية، وللبلدية سياسية، لضمان استقلالية الشبكة بالكامل تحت مراقبة المدينة، ولعدم التنازل عليه إلى عائلة روتشيلد أو عائلة وندل كالسكك الحديدية. كراس الشروط فرض إنشاء مسارات مع تدرج أقصى ب40 مم/متر، وبشعاع انحناء ب75 متر. سيتم تعديلها بعد ذلك ل90 متر (فعال ومطبق على كل خطوط من 1 إلى 4)، ثم إلى 105 متر (معمم على أي خط).

## الشبكة الحالية

### تقديم الشبكة
شبكة خطوط مترو باريس يبلغ طولها 219.9 كيلومتر، حيث تتكون من 16 خطا أغلبها تحت الأرض، و303 محطة.

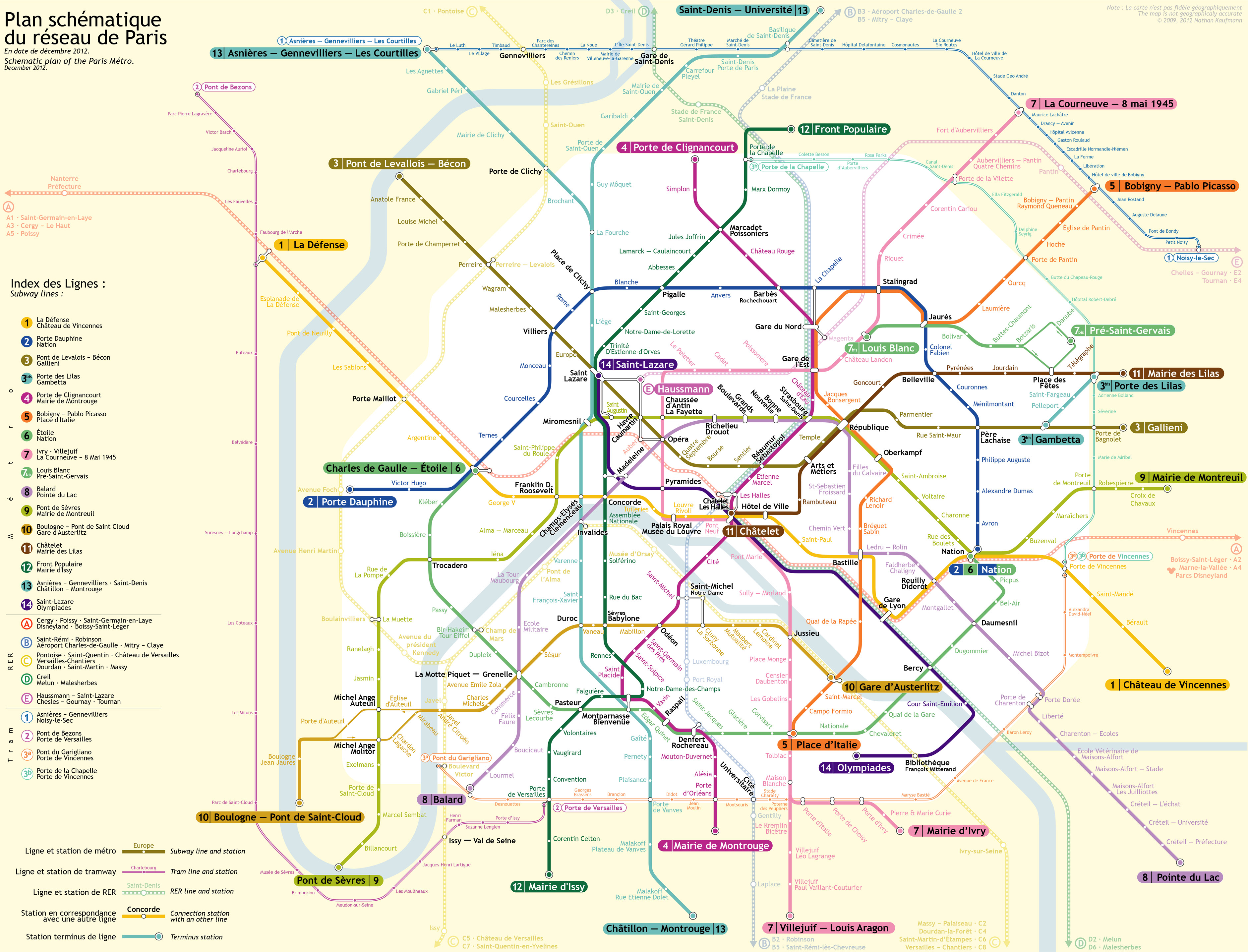
خارطة شبكة مترو باريس في مارس 2013.

مترو باريس يعتبر أكثر كثافة من مترو برلين (10 خطوط، 173 محطة، 146 كم). مترو لندن هو الأخر أقل كثافة من مترو باريس في وسط المدينة (11 خط، 270 محطة، 402 كم)، لكن مترو لندن أكثر كثافة من باريس في الضواحي. لا باريس، لا لندن، لا مدريد يقومون بتشغيل المترو طوال الليل. مترو برلين يعمل في الليل بين الجمعة والسبت وبين السبت والأحد. مترو نيويورك ومترو شيكاغو يعملون بشكل دائم بالنسبة لبعض الخطوط.

#### مئتين وعشرين كيلومتر

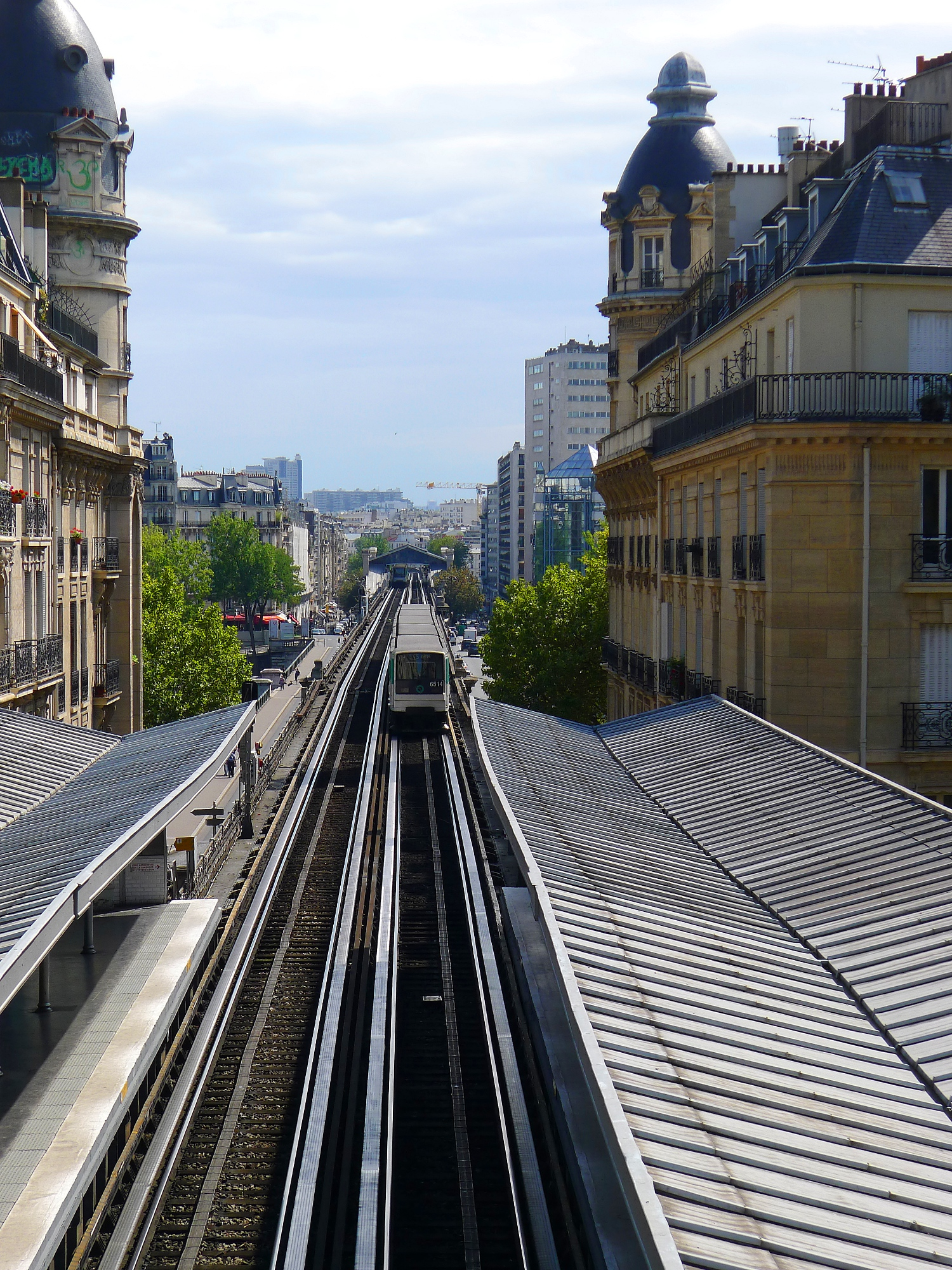
قاطرة أم بي 73 تسير فوق الأرض على أحد الجسور في الخط 6 خارجا من محطة باسي في سبتمبر 2011.

شبكة مترو باريس بطولها 219.9 كم، صممت لتوفير خدمة جيدة لوسط باريس. تعتبر المحطات قريبة جدا، 548 متر بين كل محطة ومحطة في المتوسط، لكن 465 متر للخط 4، ويصل لأكثر من 1 كم بالنسبة للخط 14. الضواحي القريبة لم تكن مبرمجة أثناء إنشاء المترو، لكن بعد ذلك تم توسيع الخطوط لتشملها.
مترو باريس يقع أساسا تحت الأرض (199.9 كم من جملة 219.9 كم). المحطات التي فوق الأرض جزء منها يقع في شكل جسور فوق الطرقات (وهم للخط 1، للخط 2، للخط 5 وللخط 6) وجزء أخر على الأرض (وهم للخط 1، للخط 5، للخط 8 وللخط 13). المحطات التي تقع فوق جسور في مترو باريس، تكون عادة قريبة من سطح الأرض، لأن أرض مدينة باريس متنوعة الاستعمالات، لذلك يمنع بناء جسور ذات عمق كبير. يوجد عدة إستثناءات بسبب التضاريس (حي مونمارتر وحي مينيلمونتون). هذا الارتفاع المنخفض يجب عليه اتباع محور الطرقات، أحيانا تكون متعرجة. كراسة الشروط المخصصة لمترو باريس الموضوعة سنة 1900، تحدد أن نصف القطر الأدنى للمنعرج يجب ألا يقل على 75 متر، والذي يعتبر قليلا جدا بالنسبة لسكك المترو، لكنه لم يحترم بعض المحطات مثل الباستيل ونوتردام دو لورات...).
يسير المترو على خطوط ذات اتجاهين فقط، ويمنع سيران مترو إكسبراس أو المترو السريع مثلما يقع في نيويورك، لأن عربات المترو التي تسير على الخط تخدم كل المحطات، فقط الخطين 7 و13 يحتويان على فروع أخرى. الخطوط أو المسارات، عندما يكونوا تحت الأرض، يسيرون عمليا في نفق واحد، ويكون مسار السير في طريق مستقيم ككل المترو والترامواي في فرنسا، خلافا لما تقوم به الشركة الوطنية للسكك الحديدية. مقياس المسار يقدر ب1.435. التغذية الطاقية تكون عبر خط حديدي ثالث جانبي، وبقوة 750 فولت مباشرة.

#### ستة عشر خط
تتكون شبكة المترو من 16 خطا منهم خطين يسمان بيس.
| الخط       | المسار                                                              | الدخول في الخدمة | الطول (كم) | عدد المحطات | نوع المترو        | المسافرون بالمليون (سنة 2004) |
| ---------- | ------------------------------------------------------------------- | ---------------- | ---------- | ----------- | ----------------- | ----------------------------- |
| الخط 1     | لا ديفونس ↔ قصر فانسان                                              | 1900             | 16.6 كم    | 25          | أم بي 05          | 219 (2009)                    |
| الخط 2     | بورت دوفين ↔ ناسيون                                                 | 1900             | 12.3 كم    | 25          | أم أف 01          | 92.1                          |
| الخط 3     | جسر لوفالوا - بيكون ↔ غالياني                                       | 1904             | 11.7 كم    | 25          | أم أف 67          | 87.6                          |
| الخط 3 بيس | غامبيتا ↔ بورت ليلا                                                 | 1921             | 1.3 كم     | 4           | أم أف 67          | تابع للخط 3                   |
| الخط 4     | بورت كليونكور ↔ مبنى بلدية مونروج                                   | 1908             | 12.1 كم    | 27          | أم بي 89          | 171 (2010)                    |
| الخط 5     | بوبيني - بابلو بيكاسو ↔ ساحة إيطاليا                                | 1906             | 14.6 كم    | 22          | أم أف 01          | 86.1                          |
| الخط 6     | شارل ديغول - إتوال ↔ ناسيون                                         | 1907             | 13.7 كم    | 28          | أم بي 73          | 100.7                         |
| الخط 7     | لا كورنوف - 8 مايو 1945 ↔ فيلجويف - لويس أراغون/مبنى بلدية إيفري    | 1910             | 18.6 كم    | 38          | أم أف 77          | 120.5                         |
| الخط 7 بيس | لوي بلون ↔ بريه سان جيرفيه                                          | 1911             | 3.1 كم     | 8           | أم أف 88          | تابع للخط 7                   |
| الخط 8     | بالار ↔ بوانت دو لاك                                                | 1913             | 23.4 كم    | 38          | أم أف 77          | 89.1                          |
| الخط 9     | جسر دو سافر ↔ مبنى بلدية مونتروي                                    | 1922             | 19.6 كم    | 37          | أم أف 67 أم أف 01 | 130 (2010)                    |
| الخط 10    | بولوني - جسر سان كلود ↔ غار أوستارليتز                              | 1913             | 11.7 كم    | 23          | أم أف 67          | 41.5                          |
| الخط 11    | شاتليه ↔ مبنى بلدية ليلا                                            | 1935             | 6.3 كم     | 13          | أم بي 59 أم بي 73 | 48.3 (2008)                   |
| الخط 12    | الجبهة الشعبية ↔ مبنى بلدية إيسي                                    | 1910             | 15.3 كم    | 29          | أم أف 67          | 72.1                          |
| الخط 13    | أنيار - جانفيلييه - ليه كورتيي/سان دوني - الجامعة ↔ شاتيون - مونروج | 1911             | 24.3 كم    | 32          | أم أف 77          | 126.8                         |
| الخط 14    | سان لازار ↔ أولمبياد                                                | 1998             | 9.3 كم     | 9           | أم بي 89          | 64.1                          |

## الأثار الاجتماعية، الاقتصادية والثقافية

### الحوادث

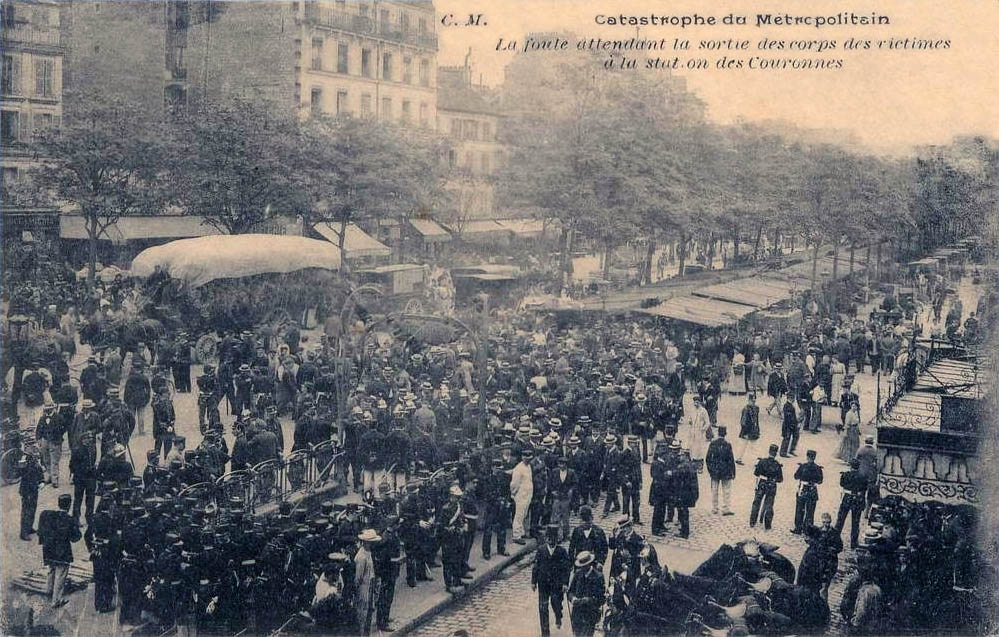
تجمع من البشر ينتظرون إخراج جثث ضحايا كارثة كورون في 10 أغسطس 1903.

لم يعرف مترو باريس حادثا إنجر عنه وفاة أحد الركاب منذ سنة 1930 بالرغم من الكم الهائل لمسافريه.

### حوادث المترو
عرف مترو باريس في تاريخه حوادث قليلة فقط. أسوأها يرجع لبدايات المترو:
- في 10 أغسطس 1903: أول كارثة في المترو، تخلف 84 قتيلا جراء الاختناق الذي سببه حريق في محطة كورون. في ذلك الوقت لم يكن هناك مخارج للطوارئ، والعربات كانت مصنوعة من ألواح الخشب. ولكن بعد هذه الكارثة، تم اتخاذ عدة إجراءات للحماية، منها تغيير مادة صناعة العربات لتصبح حديدية، أولاً اقتصر الحديد على عربة القيادة، ثم في سنة 1906 أصبح كل المترو من الحديد.
- في 23 أبريل 1930: تصادم في محطة بورت دو فرساي يخلف قتيلين.
- في 10 يناير 1963: تصادم في محطة بورت دو فرساي يخلف 40 جريحا.
- في 30 أكتوبر 1973: خروج عن السكة في محطة لوي بلون يخلف 19 جريحا.
- في 25 نوفمبر 1976: تصادم في محطة أوبرا يخلف 33 جريحا.
- في 6 فبراير 1981: تصدام في محطة ناسيون يخلف قتيلا واحدا (السائق).
- في 18 نوفمبر 1996: خروج عن السكة في محطة شارل ديغول - إتوال يخلف جريحين.
- في 30 أغسطس 2000: خروج عن السكة بين محطة سان جورج ومحطة نوتردام دو لورات يخلف 24 جريحا.

### حرائق
- في 6 أغسطس 2005: شبَّ حريق في محطة سامبلون وخلّف 19 حالة اختناق خفيفة.
- في 29 يوليو 2007: شبَّ حريق في إحدى عربات مترو الخط 13 بين محطتي أنفاليد وفاران وخلف 35 حالة اختناق.

### الانتحار وحوادث الأشخاص
انتحار ووفاة الأشخاص الساقطين على سكك المترو، يسببون عادة حالات قطع طريق المترو وتوقفها لوقت محدد وهذا ما يسبب حالة من عدم الرضا لدى بعض المسافرين. حسب عمدة باريس، فإن حادثا على إثنين يكون سببه تواجد شخص ما على سكك الحديد، وأن نسبة محاولة الانتحار متوسطة في المترو ولكن نسب نجاح الانتحار ضعيفة، وللحد من هذا، بدأت الهيئة الذاتية للنقل في باريس بتركيب أبواب أوتوماتيكية حامية على أرصفة المحطات لمنع محاولات الانتحار والحوادث. حسب الهيئة، فإنه في سنة 2011 كان يوجد 23 حالة وفاة بسبب الانتحار و7738 جريح جراء محاولة الانتحار أو حادث سقوط على السكك. وقالت الهيئة أيضا أن النسب في انخفاض مستمر، حيث أنه في 2008 وجدت 195 حالة انتحار أو محاولة انتحار بينما فقط 71 محاولة أو حالة انتحار سنة 2011. في الخط 4 تم إنشاء حفرة مكافحة الانتحار في سكك حديد المترو إذ إذا سقط أحدهم يمكنه التمدد في الحفرة وحماية نفسه من مرور المترو فوقه.

## معرض صور

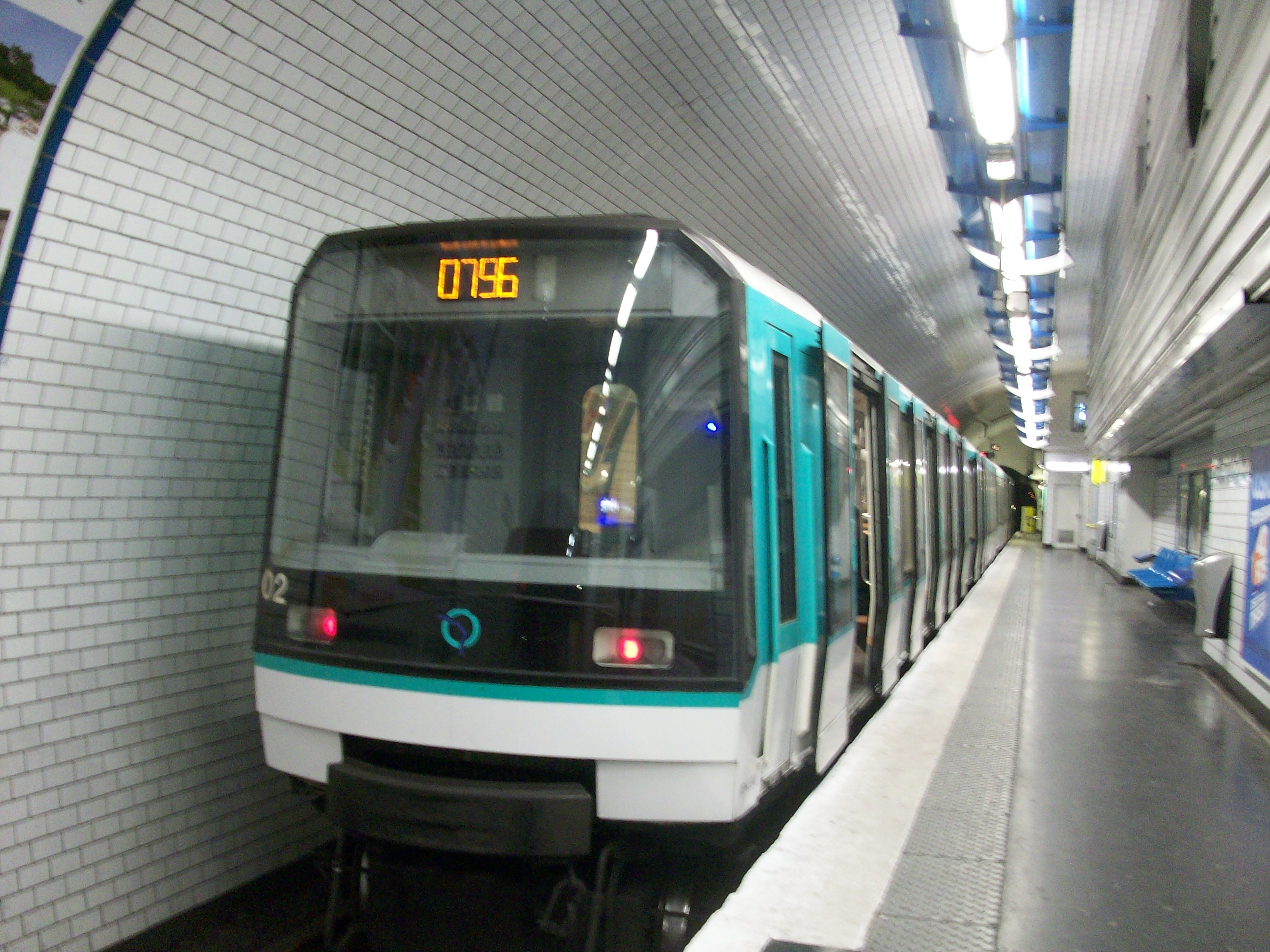
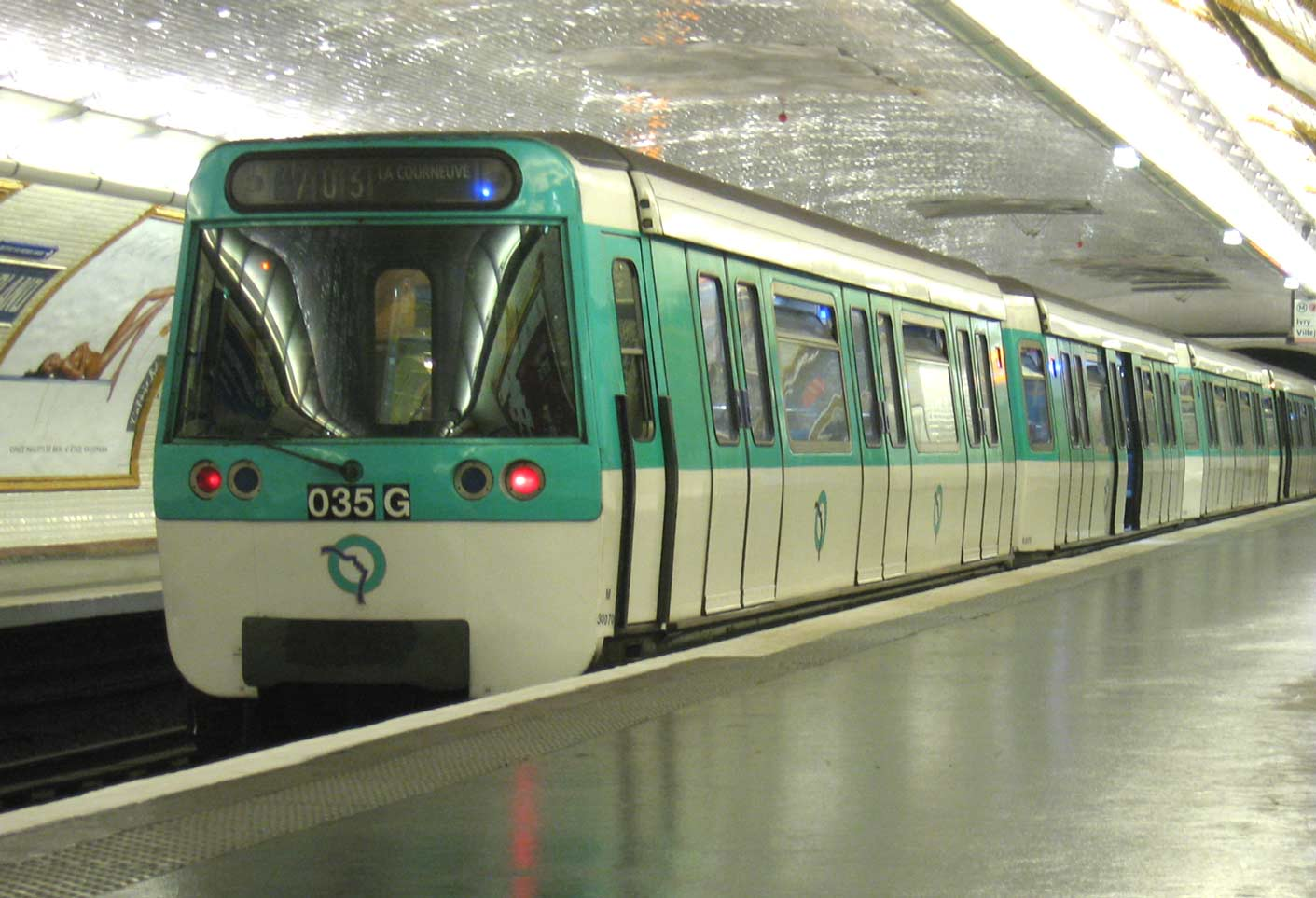
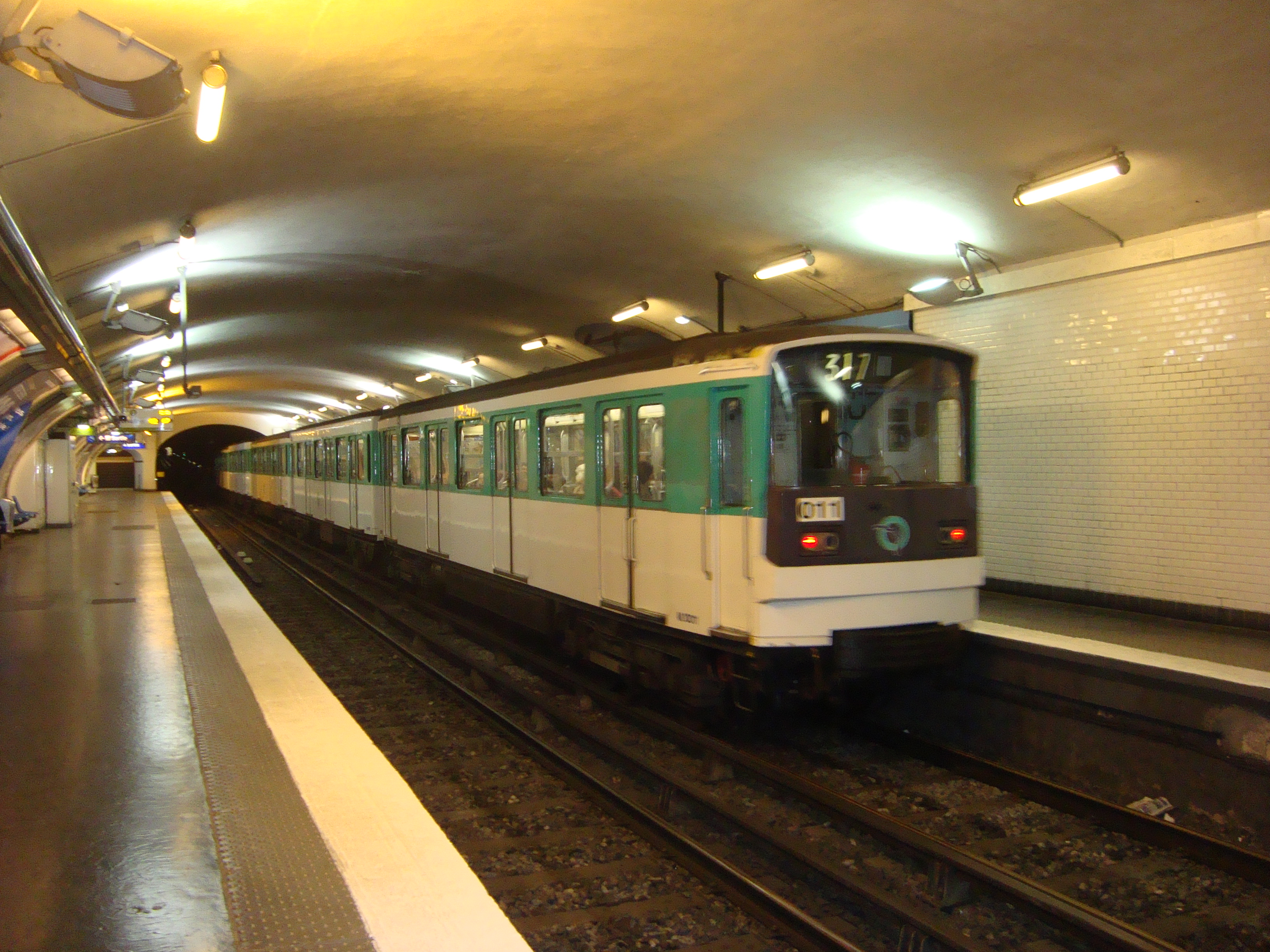
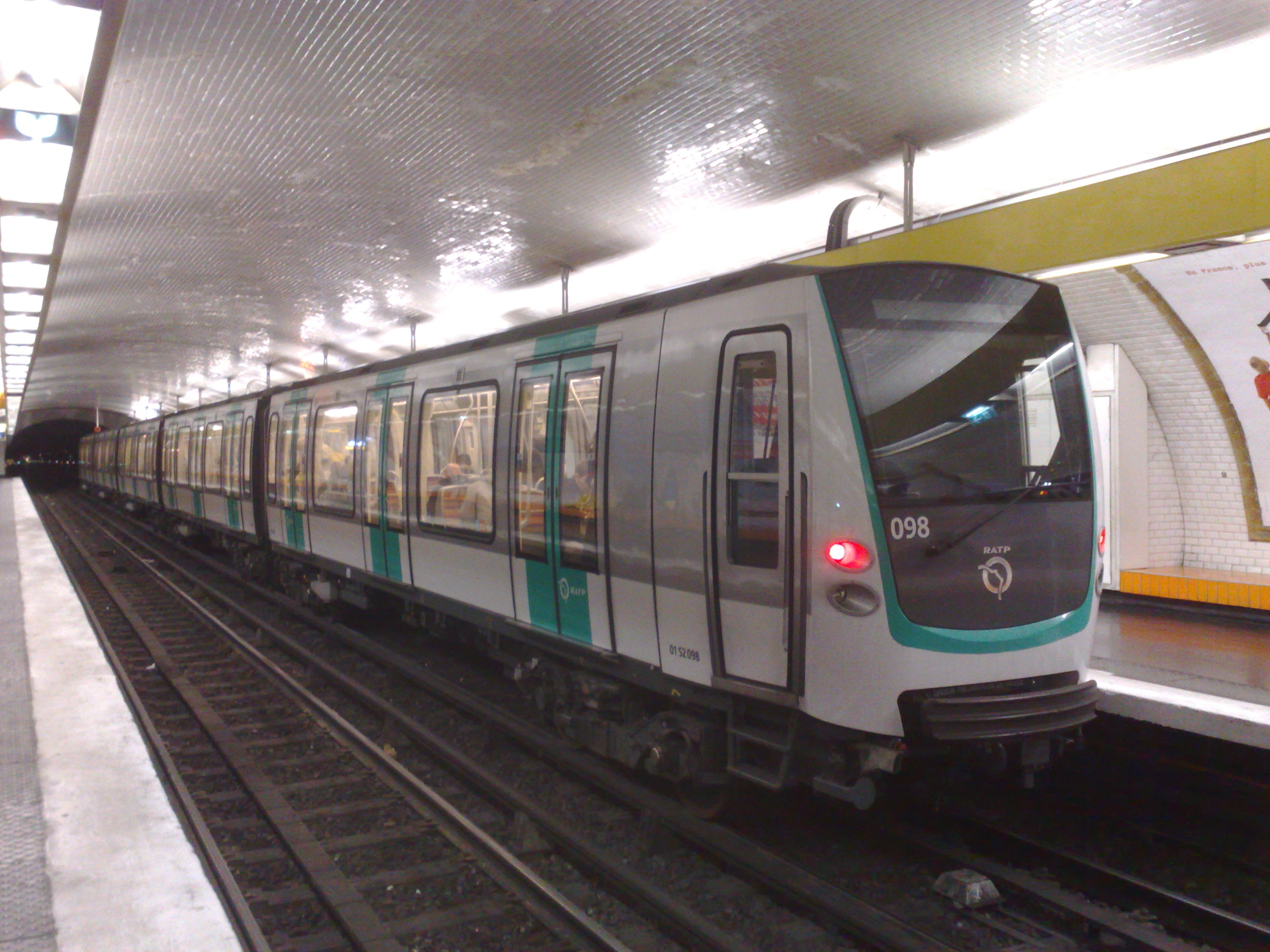

## الملاحظات
1. ↑  تم تقسيمها اليوم إلى أربعة أقاليم بين باريس (75) وهوت دو سين (92) وسين سان دوني (93) وفال دو مارن (94).
2. ↑  غار دو باريس نور، محطة باريس الشرق، محطة باريس الباستيل، باريس غار دي ليون، محطة باريس أوستارليتز، محطة دونفار روشرو، محطة باريس مونبارناس، محطة ليزانفاليد، محطة باريس سان لازار.
3. ↑  محطة رويي، محطة بال أير، محطة شارع ماسينا، محطة شون دو مارس برج إيفل، محطة جسر غاريليانو، محطة جسر كاردينيه.
4. ↑  هذا الخط تم إنشاؤه بطلب من الدولة من قبل الشركات الحديدية التي كانت مترددة جدا التي تخشى أن وجود الروابط ستسهل وجود منافسين.
5. ↑  باريس خسرت حكمها الذاتي البلدي في 1871 ولم تسترجعه سوى في 1976.

## مقالات ذات صلة
- التغذية الطاقية لمترو باريس
- إدارة محطات مترو باريس
- قائمة محطات مترو باريس
- خريطة مترو باريس
- الهيئة الذاتية للنقل في باريس
- الشبكة الجهوية السريعة في إيل دو فرانس
- إشارات مترو باريس
- نقابة النقل في إيل دو فرانس
- نقل حضري
- الفن الجديد
- مترو
- مسلة الأقصر

## روابط خارجية
- الموقع الرسمي للهيئة الذاتية للنقل في باريس.
- الخريطة التفاعلية لمترو باريس.
- معلومات مفصلة على مترو باريس.